# 待避駅

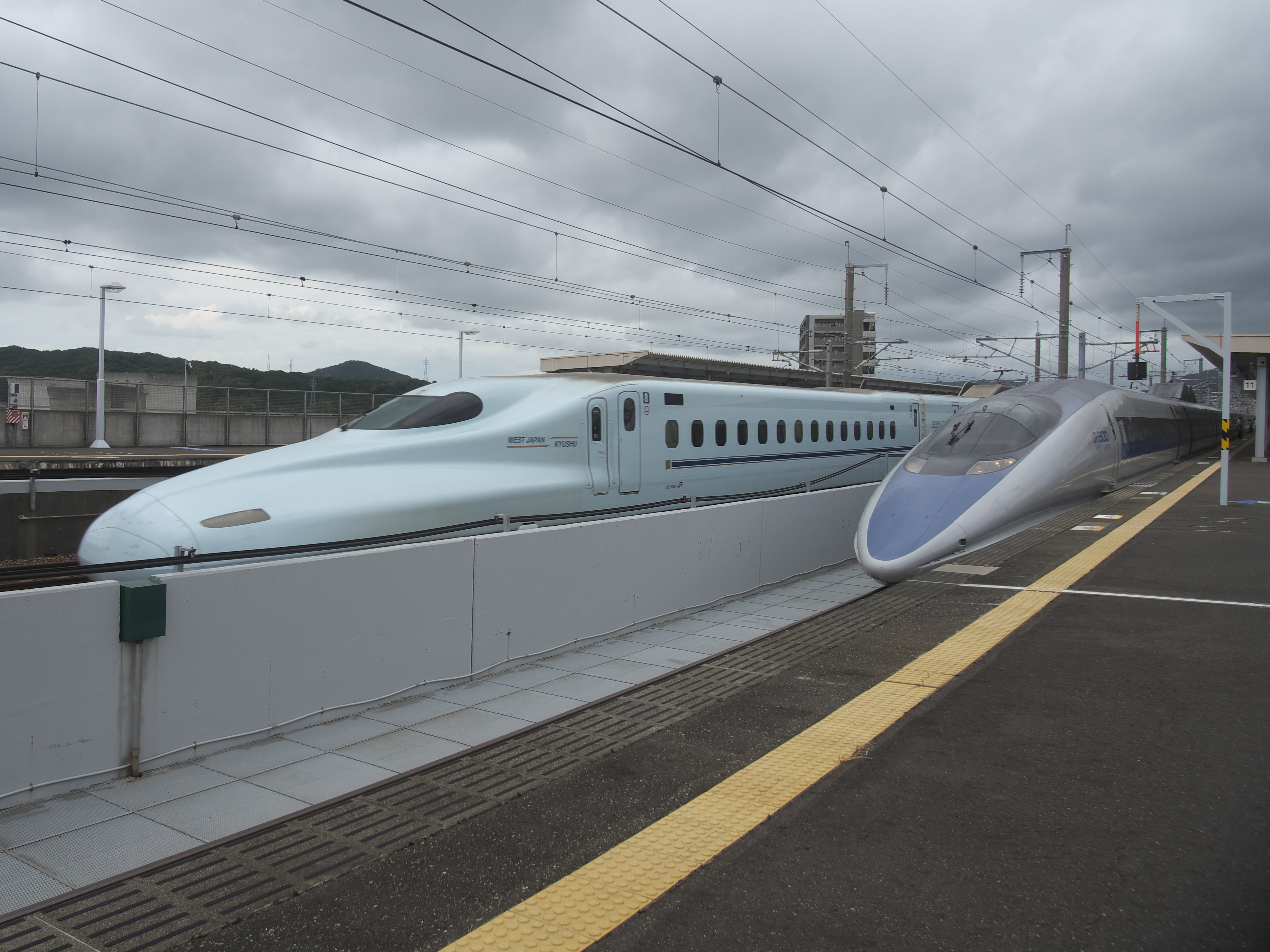
厚狭駅で通過待避中の「こだま」（右）。その間に後続の「さくら」（左）が通過線を走行し待避列車を追越す。

待避駅（たいひえき）とは、速達列車がより下位の種別の列車を追越すための設備（待避設備）がある駅である。待避する列車が入線する副本線を待避線という。
単線での対向列車のすれ違いの場合は「待避」では無く「交換」または「行違」と呼んで区別され、「交換駅（行違駅）」「行き違い施設」という。
なお、待避機能を有する信号場も存在する。信号場の記事を参照。

## 待避の種類
待避駅は特急・快速列車等の速達列車が運転されている路線の大半に設けられている。待避の種類には、接続して追越す「接続追越」（「待ち合わせ」）と、通過して追い越す「通過追越」（「通過待ち」）の2つがある。

### 接続追越
追越す列車と追越される列車が同時に駅に停車し、互いに接続した後、速達列車が追越すこと。緩急接続や相互接続とも呼ばれ、大多数の列車が停車する駅においてよくみられる（京浜急行電鉄・上大岡駅など）。旅客向け案内として「待ち合わせ」や「連絡」と呼ばれることもある。
速達列車が停車しない駅から乗車し、待避駅で乗継ぐことが可能。双方の列車を同一ホームの対面に停車させる場合が多い。

### 通過追越
上位種別列車が通過駅で下位種別の列車を追越すこと。通過待避・緩急分離とも言う。旅客向け案内として「通過待ち」と呼ばれることもあり、各駅停車しか停車しない駅（東海道新幹線・新富士駅など）などで行われる。
東海道・山陽新幹線と北陸本線等で通過追越ダイヤを組む駅が多いが、専門的な鉄道知識を持たない一般客にとって「本線」・「副本線」・「待避線」・「通過線」と言った用語は馴染みが薄いため、便宜上、高速道路に例えて「追越車線」「走行車線」と紹介されることがある。
構造上、接続追越が不可能で通過追越しか出来ない場合もあるが、接続追越が可能な構造であっても優等列車が一切停車せず通過追越しか設定されない駅も少なくない（都営地下鉄新宿線・岩本町駅、西武池袋線・東長崎駅など）。また、通常は接続追越を行っている都市部の過密路線（特にJR以外の大手私鉄路線）では、遠近分離や待避可能駅での相互発着の兼合いでラッシュ時のみ通過追越となっていることがある。近畿日本鉄道（近鉄）では、特急停車駅において有料特急列車が有料特急列車を通過追越（同格待避）することが稀にある。

## 待避駅の構造

接続追越駅の構造（2面4線）

通過追越駅の構造（新幹線型）

待避線には通常プラットホームが設置されるが、回送・貨物列車用の待避線を設置する場合は、ホームが設けられない場合もある。

### 接続追越駅
複線で上下線共に同一駅で向かい側に乗換可能な形の待避を行うためには原則的に島式ホーム2面4線以上の設備が必要。用地に余裕が無い場合や運転本数の少ない路線では2面3線の待避駅も多く見られるが、2面3線や折返し列車がある場合には乗客が別ホームでの乗換が必要な場合があり、待避線を上下で共用（この場合の待避線を特に中線という）する場合は上下列車が同時に待避出来ない等の運用上の制約が発生。鉄道評論家の川島令三は自著で、2面3線であり中線が両方向で使用可能な待避駅を「国鉄形配線」（及び「JR形配線」）と呼んでいる。国鉄の待避駅で良く用いられた。建設費用を抑えることが出来るメリットがある。私鉄では余り見られない待避駅。国鉄分割民営化後のJR旅客会社各社において、2面3線から2面4線への改良が行われた駅がある。
2面3線であっても中線を上下両方向のホームで挟み込むような構造で擬似的な2面4線とし、同一方向の列車に同一ホームで乗車出来るようになっている駅もある（神戸市の阪急神戸三宮駅や新開地駅（阪急・阪神乗り場）等）。但し、あくまでも擬似的なものなので、運用上の制約は受けやすい。しかし、かつて都営地下鉄の岩本町駅で行われたように待避する列車が本線に停車し、速い列車が中線を走行することによって、中線の占有時間を減らし運用上の制約を軽減させることも可能。これは速い列車が停車・通過するための占有時間は、待避する列車が停車する占有時間よりも圧倒的に短いからである。

### 通過追越駅
通過待避においては、優等列車の通過線にホームを設置しない通過待避専用駅とすることにより建設費を安くできるが、列車ごとの乗継は不便になる。構造上は接続追越が可能な駅で行うことも多い。接続待避を前提に建設されたものの通過待避しか行われなくなった駅では、ホームの通過線側に柵やロープを設置していることもある（阪和線・杉本町駅、東急田園都市線・梶が谷駅等）。
新幹線の場合は駅における通過速度が高いため、利用客が列車が作る風に煽られないよう、多くの駅でホームが通過線に面さないように作られている。また、熱海駅のように新幹線が通過する駅でも、地形上制約を受けて、新幹線がホームに面した線を通過する駅の場合、利用客が風の影響を受けない位置に安全柵やホームドアを設けていて、車両の乗降時以外には入れないようになっている。

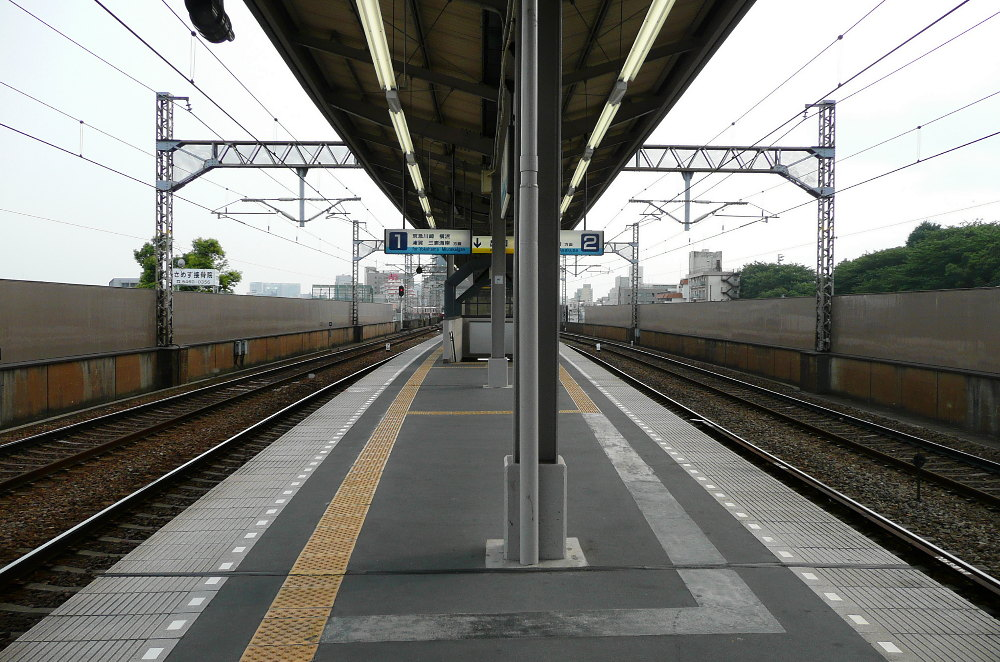
通過線が外側にある駅
（京浜急行電鉄・鮫洲駅）

2面2線の新幹線型の他、三島駅（東海道新幹線）、戸田公園駅（埼京線）、鮫洲駅（京浜急行電鉄本線）、布施駅（近鉄大阪線・近鉄奈良線）等の1面2線（通過線が外側にある）もある。

### その他
西日本旅客鉄道（JR西日本）のアーバンネットワークの兵庫県内の場合は、加古川駅や芦屋駅のように、新快速・普通列車相互の接続が主体だが、新快速が停車しない須磨駅では快速と普通が接続する。JR三ノ宮駅でも新快速・普通の接続があるが、複々線のため追越は行わない。かつて高槻駅でも新快速と普通の接続が行われていたが、列車線へのホーム増設に伴い解消された。
京阪神地区では、待避駅において通過・接続待ちする列車は、車内保温のためドア横の開閉ボタンで乗降する。阪神電気鉄道でも2015年より導入された普通用車両5700系においても同様の措置が取られるようになった。